# Casa de Cultura Percy Vargas de Abreu e Lima

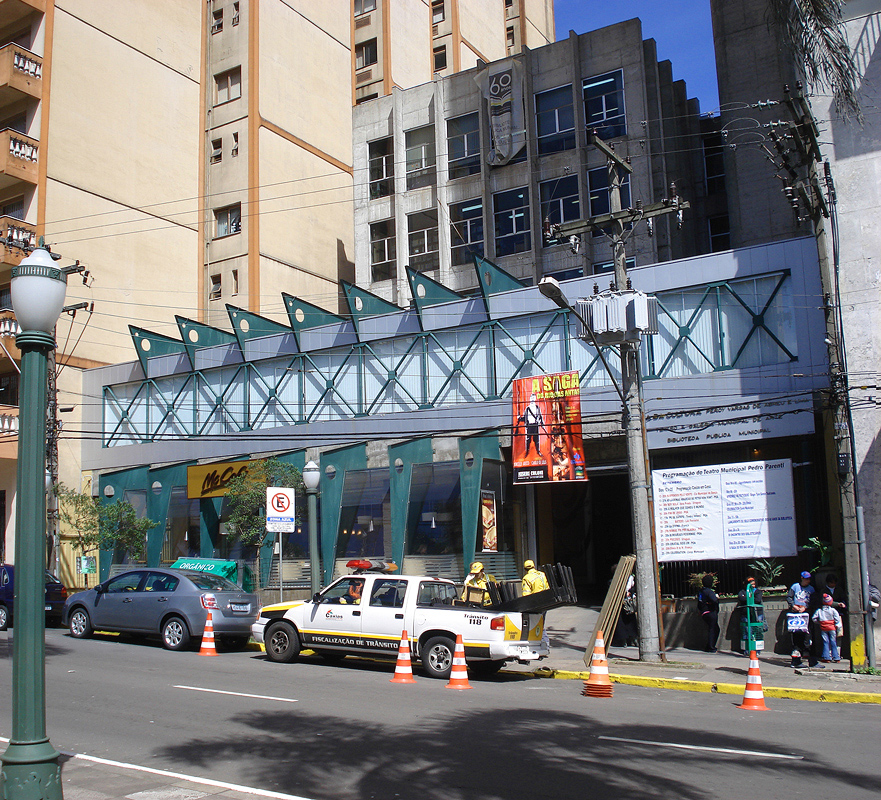
A Casa de Cultura

A Casa de Cultura Percy Vargas de Abreu e Lima é um centro cultural da cidade de Caxias do Sul, no Rio Grande do Sul. Está localizada na rua Dr. José Montaury 1333, no centro da cidade.
Foi inaugurada em 23 de outubro de 1982, abrigando o Teatro Municipal, a Galeria Municipal de Arte e a Biblioteca Pública Municipal. Mantida pela Prefeitura de Caxias do Sul, é hoje o principal centro público irradiador de cultura em toda a região. Em 1999 o Teatro foi reformado, e em 2004 a Galeria de Arte também recebeu melhoramentos.

## Teatro Municipal Pedro José Parenti Neto
O Teatro Municipal tem proporções relativamente modestas, mas está plenamente aparelhado e pode receber espetáculos dos mais variados gêneros. Tem uma platéia de 286 lugares, mais um mezzanino com 116 lugares. O palco tem uma boca com 11 m de largura por 6,5 m de altura, com uma profundidade de 10,5 m, e acima do mezzanino conta com um gabinete para controle de som e luz.
Pelo Teatro Municipal já passaram artistas como Paulo Autran, Fernanda Montenegro, José Wilker, o Quarteto em Cy, Arthur Moreira Lima e Ana Botafogo.

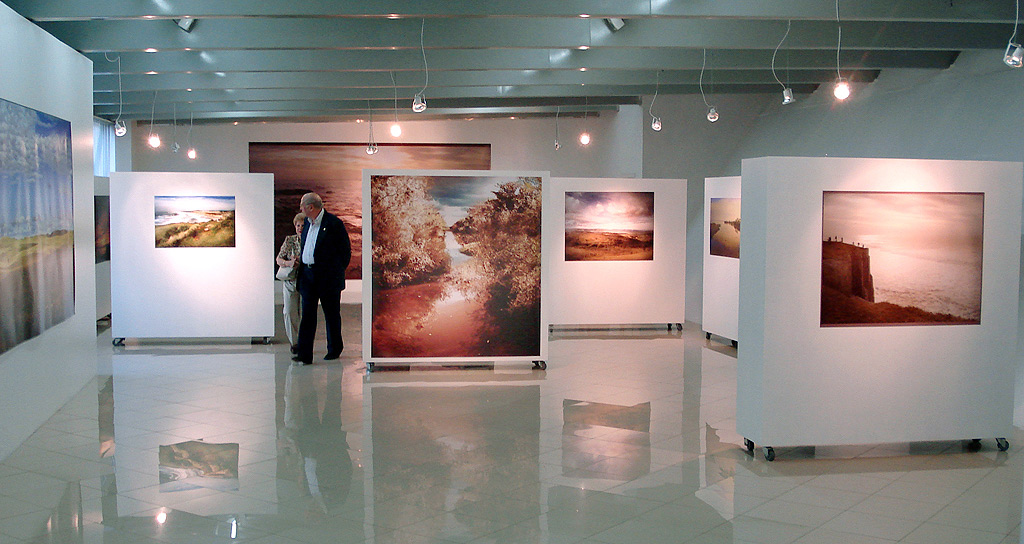
Vista parcial da Galeria de Arte

## Galeria Municipal de Arte Gerd Bornheim
A Galeria foi inaugurada no dia 21 de dezembro de 2004, apresentando uma exposição de obras do artista plástico porto-alegrense Britto Velho. Seu espaço acolhe todos os tipos de expressões plásticas, com uma área total de 170 m² e fachada envidraçada, dispondo de painéis móveis para ampliação ou modulação do espaço expositivo. O espaço é complementado com lavabo, cozinha, sala para Reserva Técnica e sala da Coordenação.

## Biblioteca Municipal Dr. Demetrio Niederauer
As primeiras tentativas de instalação de uma biblioteca pública, em Caxias do Sul, datam de 13 de maio de 1917, quando o Intendente Coronel Penna de Moraes assinou o Acto n.º 77, que criou a Biblioteca Pública de Caxias, a qual seria instalada no salão do Clube de Oficiais da Guarda Nacional.
Mais tarde criou-se a Biblioteca Pública Municipal, em outubro de 1947, pelo Prefeito Interino Dr. Demetrio Niederauer, através da Lei n.º 2, subordinando-a à Inspetoria de Ensino. Foi instalada em prédio público localizado na Praça Dante Alighieri. Em 30 de dezembro de 1947 Demetrio Niederauer foi nomeado seu primeiro diretor.
Reinaugurada em 23 de outubro de 1983, após demolição de sua primeira sede e construção, no mesmo local, da atual Casa de Cultura, hoje ocupa a maior parte das dependências desta casa, instalada em três andares e com a seguinte estrutura: Seção Circulante, Seção Infanto-Juvenil, Seção de Periódicos, Seção Geral e de Pesquisa, Telecentro com acesso gratuito à internet, Seção de Coleções Especiais, Reserva Técnica e um Memorial para preservar a memória de seu fundador.